# Saddiq Bey
Saddiq Bey (Charlotte, Carolina del Norte, 9 de abril de 1999) es un baloncestista estadounidense que pertenece a la plantilla de los New Orleans Pelicans de la NBA. Con 2,01 metros de estatura, juega en la posición de alero.

## Trayectoria deportiva

### Universidad
Jugó dos temporadas con los Wildcats de la Universidad de Villanova, en las que promedió 11,9 puntos, 4,9 rebotes y 1,8 asistencias por partido. Al término de su primera temporada fue incluido en el mejor quinteto de jugadores de primer año de la Big East Conference, mientras que al término de la segunda lo fue en el mejor quinteto de la conferencia. Esa temporada fue además galardonado con el Trofeo Robert V. Geasey al mejor jugador de la Philadelphia Big 5, y con el Premio Julius Erving al mejor alero de la División I de la NCAA.
Al término de esa segunda temporada, se declaró elegible para el Draft de la NBA, renunciando a los dos años de universidad que le quedaban.

#### Estadísticas
| Año     | Equipo    | PJ | PT | MPP  | %TC  | %3P  | %TL  | RPP | APP | ROB | TPP | PPP  |
| ------- | --------- | -- | -- | ---- | ---- | ---- | ---- | --- | --- | --- | --- | ---- |
| 2018–19 | Villanova | 36 | 29 | 29.6 | .458 | .374 | .644 | 5.1 | 1.3 | .9  | .3  | 8.2  |
| 2019–20 | Villanova | 31 | 31 | 33.9 | .477 | .451 | .769 | 4.7 | 2.4 | .8  | .4  | 16.1 |
| Total   | Total     | 67 | 60 | 31.6 | .469 | .418 | .728 | 4.9 | 1.8 | .8  | .4  | 11.9 |

### Profesional
Fue elegido en la decimonovena posición del Draft de la NBA de 2020 por los Brooklyn Nets, pero ese mismo día fue traspasado a Detroit Pistons en un acuerdo a tres bandas que incluía también a jugadores de Los Angeles Clippers. Debuta el 26 de diciembre de 2020 ante Cleveland Cavaliers. El 12 de febrero de 2021 ante Boston Celtics, anota 30 puntos saliendo desde el banquillo.
En su segunda temporada, ya como titular, el 3 de enero de 2022 ante Milwaukee Bucks, consigue 34 puntos. El 17 de marzo ante Orlando Magic consigue la máxima anotación de su carrera con 51 puntos, incluyendo 10 triples.
A finales de septiembre de 2022 se anuncia la extensión de su contrato con los Pistons. El 4 de enero de 2023 anota la canasta ganadora sobre la bocina ante Golden State Warriors. El 9 de febrero es traspasado a Atlanta Hawks, en un intercambio entre cuatro equipos. El 10 de marzo de 2024 sufrió una rotura del ligamento anterior cruzado de la rodilla izquierda, que le hizo perderse el resto de la temporada.
El 10 de julio de 2024 firma con Washington Wizards por tres temporadas y $20 millones.
El 24 de junio de 2025 es traspasado a New Orleans Pelicans, junto a Jordan Poole, a cambio de CJ McCollum y Kelly Olynyk.

## Estadísticas de su carrera en la NBA

### Temporada regular
| Año     | Equipo  | PJ  | PT  | MPP  | %TC  | %3P  | %TL  | RPP | APP | ROB | TPP | PPP  |
| ------- | ------- | --- | --- | ---- | ---- | ---- | ---- | --- | --- | --- | --- | ---- |
| 2020-21 | Detroit | 70  | 53  | 27.3 | .404 | .380 | .844 | 4.5 | 1.4 | .7  | .2  | 12.2 |
| 2021-22 | Detroit | 82  | 82  | 33.0 | .396 | .346 | .827 | 5.4 | 2.8 | .9  | .2  | 16.1 |
| 2022-23 | Detroit | 52  | 30  | 28.8 | .404 | .345 | .861 | 4.7 | 1.6 | 1.0 | .2  | 14.8 |
| 2022-23 | Atlanta | 25  | 7   | 25.1 | .470 | .400 | .862 | 4.8 | 1.4 | .8  | .0  | 11.6 |
| 2023-24 | Atlanta | 63  | 51  | 32.7 | .416 | .316 | .837 | 6.5 | 1.5 | .8  | .2  | 13.7 |
| Total   | Total   | 292 | 223 | 30.1 | .408 | .352 | .842 | 5.2 | 1.8 | .8  | .2  | 14.1 |

### Playoffs
| Año   | Equipo  | PJ | PT | MPP  | %TC  | %3P  | %TL  | RPP | APP | ROB | TPP | PPP |
| ----- | ------- | -- | -- | ---- | ---- | ---- | ---- | --- | --- | --- | --- | --- |
| 2023  | Atlanta | 6  | 0  | 22.1 | .375 | .389 | .889 | 4.0 | 1.0 | .5  | .0  | 7.5 |
| Total | Total   | 6  | 0  | 22.1 | .375 | .389 | .889 | 4.0 | 1.0 | .5  | .0  | 7.5 |